# Deutsche Presse-Agentur
Deutsche Presse-Agentur GmbH (tiếng Đức của Thông tấn xã Đức, viết tắt DPA) là hãng thông tấn ở Đức. Có trụ sở ở Hamburg, được phát triển để trở thành một phương tiện đại chúng có ảnh hưởng toàn cầu với các dịch vụ: báo chí, radio, tivi, điện thoại... Báo của hãng DPA có phiên bản tiếng Đức, Anh, Tây Ban Nha và Ả Rập.
DPA là hãng thông tấn lớn nhất của Đức, ngoài trụ sở chính ở Hamburg, còn có trụ sở trung tâm báo chí ở Berlin. Văn phòng của DPA có ở hơn 100 quốc gia.

## Lịch sử
DPA được thành lập năm 1949, do 3 hãng: Deutsche Nachrichtenagentur (Dena) Deutscher Pressedienst và Süddeutsche News Agency (Südena) nhập lại. Ban đầu được thành lập như một hợp tác xã tại Goslar vào 18 tháng 8 năm 1949, nhưng sau đó trở thành công ty trách nhiệm hữu hạn vào năm 1951. Fritz Singer là tổng biên tập và giám đốc điều hành đầu tiên. Ông đã làm việc ở vị trí giám đốc điều hành cho tới năm 1955 và là tổng biên tập tới năm 1959. Lần đầu tiên phát sóng trên radio là vào 6 giờ sáng, ngày 1 tháng 9 năm 1949.
1986 dpa sáng lập Global Media Services GmbH (gms). Hãng này 1988 mua lại công ty cạnh tranh „Globus Kartendienst GmbH".
Từ mùa hè 2010 cơ sở chính của ban biên tập dpa được dọn về đường Markgrafenstraße khu vực báo chí lịch sử của Berlin, nhập lại cơ sở biên tập chính ở Hamburg (chữ, Internet, họa đồ), Frankfurt am Main (hình ảnh) và Berlin (chữ, hình, âm thanh & phim). Ở Hamburg, từ tháng 9 năm 1949 cho tới tháng 7 năm 2010 một biệt thự cổ ở đường Mittelweg khu Rotherbaum, trước đây là trung tâm ban biên tập, bây giờ chỉ còn cơ sở chính của công ty, nơi làm việc của ban giám đốc, cơ sở buôn bán, văn phòng thương mại, công ty con dpa-mediatechnology GmbH và news aktuell, cũng như ban biên tập địa phương.